# Феррейн, Владимир Карлович
Владимир Карлович Феррейн (1834, Санкт-Петербург — 1918, Крым) — российский фармацевт, магистр фармации, аптекарь, купец 1-й гильдии, филантроп.

## Биография
Родился в Санкт-Петербурге 5 мая 1834 года. Отец, Карл Иванович Феррейн — фармацевт, по национальности немец (1802—1887), эмигрировал в Россию из Арнсвальда (Пруссия) и в 1824 году обосновался в Москве, где и был похоронен — на Введенском кладбище (надгробный памятник почти целиком сохранился).
Владимир Феррейн получил домашнее начальное образование, работая в аптеке отца. Успешно сдав экзамены на звание помощника аптекаря в 1851 году, а затем — на провизора в Московском университете, в 1855 году, он затем прошёл практику в лаборатории профессора химии Вильгельма Бюхнера в Мюнхене. По возвращении в Россию в 1869 году защитил диссертацию на степень магистра фармации. Возглавил Московское фармацевтическое общество и пенсионно-вспомогательную кассу фармацевтов.
В 1872 году он получил во владение аптеку отца и занялся перестройкой её здания. В 1881 году ввёл новшество для поощрения работы сотрудников предприятия: дал своим работникам возможность участвовать в доле от доходов компании. Накануне крупных религиозных праздников он инициировал благотворительные сборы, проводившиеся в его аптеке.
В мае 1882 года Владимир Карлович Феррейн поступил на службу в Ведомство учреждений императрицы Марии и стал членом Московского совета детских приютов. В 1898 году, когда Феррейн уже был купцом 1-й гильдии, ему было пожаловано звание коммерции советника с формулировкой «за полезную деятельность на поприще отечественной торговли и промышленности». В 1910 году получил чин действительного статского советника, дававшее право на потомственное дворянство, в котором он был утверждён в том же 1910 году. Имел ордена: Св. Анны 2-й (1907) и 3-й степеней и Св. Станислава 3-й степени (1889), серебряные медали для ношения на груди в память царствования императора Александра III на Александровской ленте и священного коронования императора Николая II на Андреевской ленте, а также золотой вензелевый знак в память исполнившегося 2 мая 1897 года 100-летия со времени возникновения Ведомства учреждений Императрицы Марии. Содержания по службе не получал.
Феррейн изобретал оригинальные способы для привлечения клиентов в аптеку. Считалось, что для приготовления хороших лекарств лучший фармацевтический ингредиент медвежий жир, поэтому Владимир Карлович купил медведя. Каждый день его водили на водопой к городскому фонтану. После смерти медведя его чучело установили на втором этаже аптеки. Кроме того, в самой крупной европейской аптеке того времени, которой являлась аптека на Никольской улице (д. 23), можно было купить около семидесяти видов духов и одеколонов, а также множество прочей парфюмерной продукции.
После революции 1917 года и национализации предприятия «Товарищества В. К. Феррейна» Владимир Карлович устроился в собственную аптеку кладовщиком. В 1918 году скончался от инфаркта в Крыму.

### Александр Владимирович Феррейн
Александр Владимирович Феррейн (1864—1906) — единственный сын В. К. Феррейна, учёный-фармацевт, ботаник, автор многих научных трудов. Скончался в возрасте 40 лет, не став наследником дела отца. На 1897 г. управлял Никольской аптекой.

## Деятельность
В 1902 году учредил фармацевтическую фирму «Товарищество В. К. Феррейна».
За благотворительную деятельность Владимир Карлович Феррейн был награждён орденом Святой Анны и орденом Святого Станислава, удостоен золотого вензельного знака.